# Estrutura celular bacteriana

A estrutura celular bacteriana é formada por uma célula procariótica (não possui membrana nuclear e o seu material nuclear encontra-se disperso no citoplasma), constituída de:
- Membrana plasmática: Camada envoltória do citoplasma celular, constituída de fosfolipídeos, proteínas e estruturas como os lipídeos.
- Citoplasma: Líquido de consistência viscosa com presença de enzimas e metabólitos. Grande parte do metabolismo das células bacterianas ocorre no citoplasma. Os ribossomos ficam espalhados pelo citoplasma.
- Cromossomos- Composto por DNA que forma uma única cadeia circular em hélice dupla. Apresenta dobras, porém a camada protetora é ausente. Os cromossomas das bactérias estão localizados no citoplasma.
- Plasmídeo-  Estrutura em formato de fio que se diferencia de um organismo a outro e é utilizado na conjugação.É  responsável pela auto-duplicação(forma de resistência) da bactéria.
- Cápsulas-Com grande presença de água, estas cápsulas ficam ao redor da parede celular. Além de favorecerem a aderência ao substrato, também ajudam as bactérias a resistirem ao processo de fagocitose.
- Esporos-Formam uma camada protetora em alguns gêneros de bactérias, tornando-as mais resistentes à mudanças ambientais que ameacem sua sobrevivência. Também atuam na proteção contra agentes químicos e físicos.
- Parede Celular- Fica ao redor da membrana plasmática e tem como principais funções garantir a proteção celular e dar formato à célula bacteriana. Esta parede protetora é forte e densa.
- Flagelo- Estes apêndices alongados e finos são compostos por uma proteína chamada flagelina. Esta estrutura é responsável pela locomoção de algumas espécies de bactérias. Portanto, nem todas as bactérias possuem flagelos.
- Pilis - São filamentos formados por tubos curtos e em grande quantidade. Embora parecidas com os flagelos, não possuem função locomotora. A função das fimbrias varia de espécie para espécie. Em algumas, desempenha o papel de fixação em substratos e, em outras, exerce a troca de ADN em processos parassexuais.

## Fisiologia Bacteriana
- Nutrição= nutrientes carbono e nitrogênio, que podem ser obtidos de forma autótrofa, com a fotossíntese ou quimiossíntese, ou de forma heterótrofa, ingerindo nutrientes do ambiente.

- Respiração- utilização de oxigênio, porém as anaeróbicas são completamente restritas a este gás. Podem ser microaerófilas.

## Reprodução bacteriana
- As bactéria se reproduzem por divisão celular ou fissão binária. Durante este processo ocorre a duplicação do DNA seguido da divisão da célula bacteriana em duas células de novas filhas.
- A reprodução das células bacterianas é essencialmente assexuada e se dá pela duplicação de seu cromossomo e posterior divisão celular em processo denominado fissão binária. A maior vantagem de um tempo de reprodução tão rápido é que as bactérias podem evoluir muito rapidamente, sendo esta a razão do seu sucesso no mundo vivo. A evolução ocorre através de mutações genéticas que produzem variações na descendência de um organismo e o ambiente, pelo fenômeno da seleção natural, determina que mutações são vantajosas no sentido de aumentar suas chances de sobrevivência e de sucesso reprodutivo. Devido a seus tempos de geração muito curtos, as bactérias podem testar bilhões de mutações em pequenos intervalos de tempo enquanto que um humano pode levar 25 ou mais anos para testar uma única mutação. Apesar de reproduzirem-se assexuadamente, as bactérias possuem mecanismos de recombinação genética através dos fenômenos da conjugação bacteriana, transformação e transdução. Na conjugação ocorre transferência de um ou mais plasmídios de uma bactéria para outra via pontes citoplasmáticas entre duas ou mais bactérias. Na transformação acontece a absorção de fragmentos de material genético de bactérias lisadas dispersos no meio; um fragmento de DNA que tenha sido absorvido pode se recombinar com o DNA cromossômico da bactéria receptora formando novas combinações de genes. Por meio da reprodução assexuada uma bactéria passa a nova combinação de genes às gerações seguintes. Na transdução dá-se a introdução de fragmentos de DNA de uma bactéria para outra via infecção por bacteriófagos; caso a bactéria infectada sobreviva, os novos genes trazidos pelo vírus podem ser incorporados ao patrimônio genético da receptora através de recombinação genética.

## Patogênese da infecção bacteriana
Bactérias microbióticas normais são aquelas que vivem em harmônia com seu hospedeiro e em algumas situações desempenha funções benéficas, exemplo de locais:ouvido externo, mucosa nasal, cavidade oral, cavidade genital feminina, região enteral(intestino grosso).
No organismo há locais estéreis, ou seja, isentos de bactérias.
- SNC, Sistema nervoso central
- SNP, Sistema nervoso periférico
- LCR, Líquido cefalorraquidiano ou fluido cerebrospinal.
- Sémen, antes da uretra.
- Urina, até a bexiga.
- Sangue

## Funções benéficas desempenhadas pelas bactérias
- competição das bactérias
- Competição por receptores
- Produção de vitaminas "K" e "D".
- Produção de bacteriologianinas.
- Protege a célula contra a expansão - evitar a lise.